# Astrogorgia rubra
Astrogorgia rubra is een zachte koraalsoort uit de familie Plexauridae. De koraalsoort komt uit het geslacht Astrogorgia. Astrogorgia rubra werd in 1906 voor het eerst wetenschappelijk beschreven door Thomson & Henderson. 